# Малое Акашево
Малое Акашево (мар. Изи Окаш) — деревня в Медведевском районе Марий Эл Российской Федерации. Входит в состав Ежовского сельского поселения.
Численность населения — 5 человек (2021 год).

## География
Располагается в 10,5 км от административного центра сельского поселения — села Ежово, на берегу небольшой реки.

## История
Впервые упоминается в списках селений 1763 года. В 1930-е годы в деревне организовали колхоз «Боевик».

## Население
| 2010 | 2011 | 2012 | 2013 | 2014 | 2017 | 2018 |
| ---- | ---- | ---- | ---- | ---- | ---- | ---- |
| 17   | ↘3   | ↗7   | →7   | ↗11  | ↘8   | →8   |
| 2019 | 2020 | 2021 |      |      |      |      |
| →8   | ↘6   | ↘5   |      |      |      |      |

Национальный состав на 1 января 2014 г. — 100 % русские.

## Описание
Улично-дорожная сеть деревни имеет грунтовое покрытие. Жители проживают в индивидуальных домах, не имеющих централизованного водоснабжения и водоотведения. Дома не газифицированы.